# Halle-Hettstedter Eisenbahn-Gesellschaft

Genußrechtsurkunde der Halle-Hettstedter Eisenbahn-Gesellschaft vom 6. Mai 1926

Die Halle-Hettstedter Eisenbahn-Gesellschaft (HHE) gehörte zu den wichtigsten Bahnen der AG für Verkehrswesen, die 1935 noch 61 Prozent des Kapitals besaß. Sie war am 28. März 1895 von der Bahnbau- und Betriebs-Gesellschaft Lenz & Co GmbH unter Beteiligung der Stadt Halle an der Saale gegründet worden. Die Betriebsabteilung Halle der Firma Lenz & Co, die 1922 in Nietleben eine Hauptwerkstatt einrichtete, führte bis 1945 auch den Betrieb der Bahn. Obwohl diese als Kleinbahn konzessioniert war, deutet die Firma darauf hin, dass die Gesellschaft – vergeblich – den Status einer Nebeneisenbahn anstrebte.

## Geschichte
Wie die Hafenbahn Halle wurde das neu entstehende Schienennetz der HHE in Normalspur errichtet. Am 30. Mai 1896 begann offiziell der Personenverkehr auf der 45 Kilometer langen Strecke, die von Halle-Klaustor über Gerbstedt nach Hettstedt führte. Seit dem 1. August 1896 verkehrten hier auch Güterzüge. Von Halle Klaustor bestand eine Gleisverbindung zur Hafenbahn. Personen mussten zur Innenstadt allerdings die Straßenbahn benutzen oder zu Fuß gehen.

### Fusion mit der Halleschen Hafenbahn AG
Bereits am 9. Januar 1895, also noch vor der HHE, konnte die Hallesche Hafenbahn AG den Betrieb zwischen dem Thüringer Güterbahnhof über Turmstraße (später Industriebahnhof Halle Süd) und dem Sophienhafen aufnehmen. Die sechs Kilometer lange Strecke war zwar ausschließlich dem Güterverkehr vorbehalten, aber durch die vielen Gleisanschlüsse zu verschiedenen Betrieben äußerst rentabel.
Obwohl beide Unternehmen (HHE und Hallesche Hafenbahn AG) eigenständige Unternehmen waren, kam es bereits 1896 zur ersten Gesprächen über eine Fusion. Vereinfacht wurde dies durch die gleiche Spurweite und Ausführungen der Fahrzeuge und Anlagen. Nach Zustimmung beider Seiten wurde am 17. März 1897 die Fusion zwischen HHE und Hafenbahn im Handelsregister eingetragen.

### Weitere Geschichte
Eine Zweigbahn führte ab 1899/1900 von Gerbstedt nach Friedeburg. Damit war das Gesamtnetz der HHE um zehn Kilometer auf eine Länge von 63 Kilometern erweitert worden.
Die Statistik für 1939 weist einen Fahrzeugpark von 14 Dampflokomotiven, 36 Personen-, 6 Pack- und 295 Güterwagen auf.
Zeitweise betrieb die HHE zusätzlich eigene Omnibuslinien von Halle nach Mansfeld und zur Dölauer Heide.

### Verstaatlichung der HHE
Wie fast alle Privatbahnen wurde auch die HHE nach Ende des Zweiten Weltkrieges unter staatliche Zwangsverwaltung gestellt, bis sie ab 15. Dezember 1946 Teil der Sächsischen Provinzbahnen GmbH wurde. Sie blieb aber noch weitgehend selbstständig. Ab 1948 gehörte sie zu der Vereinigung Volkseigener Betriebe (VVB) des Verkehrswesens des Landes Sachsen-Anhalt und wurde von dieser am 1. April 1949 der Deutschen Reichsbahn unterstellt.

## Freunde der Halle-Hettstedter Eisenbahn e.V.
Der Verein Freunde der Halle - Hettstedter Eisenbahn e. V. hat es sich zur Aufgabe gemacht, die HHE wiederzubeleben. Einstige Teilabschnitte sollen als historische Eisenbahnstrecke wieder in Betrieb genommen werden.

## Überlieferung
Die Überlieferung der Halle-Hettstedter Eisenbahn-Gesellschaft befindet sich in der Abteilung Dessau des Landesarchivs Sachsen-Anhalt. 